# Dan Sartain
Daniel Fredrick Sartain (Center Point, 13 de agosto de 1981 – 20 de marzo de 2021), más conocido como Dan Sartain, fue un músico estadounidense de rockabilly, punk rock y blues.

## Carrera
Luego de publicar dos álbumes a través de discográficas independientes, en 2005 lanzó Dan Sartain vs. the Serpientes con el sello de San Diego, California, Swami Records. Un año después publicó el disco Join Dan Sartain. En 2007 salió de gira como acto de apertura de las bandas The White Stripes y The Hives y publicó un nuevo sencillo con la discográfica Third Man Records de Jack White, titulado "Bohemian Grove". En 2010 lanzó su quinto álbum de estudio, Dan Sartain Lives. Su sencillo "Walk Among the Cobras Pt. 1" fue utilizado en la banda sonora del videojuego The Walking Dead: 400 Days.
Sartain falleció el 20 de marzo de 2021 a los 39 años.

## Discografía

### Álbumes
| Año  | Título                          | Discográfica      | Formato |
| ---- | ------------------------------- | ----------------- | ------- |
| 2001 | Crimson Guard                   | Independiente     | LP      |
| 2002 | Romance in Stereo               | Independiente     | LP / CD |
| 2005 | Sartain Family Legacy 1981–1998 | Skybucket         | CD      |
| 2005 | Dan Sartain vs. the Serpientes  | Swami             | LP / CD |
| 2006 | Join Dan Sartain                | Swami             | LP / CD |
| 2010 | Dan Sartain Lives               | Swami             | LP / CD |
| 2011 | Legacy of Hospitality           | Independiente     |         |
| 2012 | Too Tough To Live               | One Little Indian | LP / CD |
| 2014 | Dudesblood                      | One Little Indian | LP / CD |
| 2016 | Century Plaza                   | One Little Indian | LP / CD |

### Sencillos
| Año  | Sencillo                                            | Posición en las listas | Álbum                          |
| Año  | Sencillo                                            | UK Independent Singles | Álbum                          |
| ---- | --------------------------------------------------- | ---------------------- | ------------------------------ |
| 2004 | "Who's Sorry Now?"/"This is How They Beat You Down" | –                      | Ninguno                        |
| 2005 | "Tryin' to Say"                                     | –                      | Dan Sartain vs. the Serpientes |
| 2006 | "Walk Among the Cobras Pt. I"                       | –                      | Dan Sartain vs. the Serpientes |
| 2006 | "Gun vs. Knife"                                     | –                      | Join Dan Sartain               |
| 2006 | "Replacement Man"                                   | 18                     | Join Dan Sartain               |
| 2007 | "Flight of the Finch"                               | 16                     | Join Dan Sartain               |
| 2007 | "Thought it Over"                                   | 21                     | Join Dan Sartain               |
| 2009 | "Bohemian Grove"                                    | –                      | Ninguno                        |
| 2009 | "Hungry End"                                        | –                      | Ninguno                        |
| 2010 | "Atheist Funeral"                                   | –                      | Dan Sartain Lives              |
| 2010 | "Doin Anything I Say"                               | –                      | Dan Sartain Lives              |